# Melbourne Ska Orchestra
Melbourne Ska Orchestra (MSO) – australijski zespół ska, założony w 2003 roku przez perkusistę i wokalistę Nicky’ego Bombę oraz prezentera radiowego Mohaira Slima. Zespół wyróżnia się dużym składem, liczącym do 36 muzyków, i łączy tradycyjne brzmienia jamajskiego ska z elementami reggae, jazzu, funku oraz muzyki latynoskiej.

## Historia
Za datę założenia zespołu przyjmuje się 2003 rok. Jego utworzenie, w dzielnicy St Kilda w Melbourne, było związane ze świętowaniem 40. rocznicy powstania nurtu ska. Liderem zespołu stał się Nicky Bomba, zafascynowany od wielu lat muzyką ska i reggae, który spontanicznie zebrał grupę muzyków i zorganizował koncert w hotelu Esplanade. W kolejnych latach Melbourne Ska Orchestra, której liczebność wahała się od 17 do 35 muzyków, zorganizowała szereg koncertów na terenie Australii. Następnie podpisano kontrakt z wytwórnią Four Four, a w 2013 roku ukazał się debiutancki album zespołu o tej samej nazwie. Zespół początkowo bazował na znanych coverach, następnie wypromował utwory własnej kompozycji.
W kolejnych latach zespół zyskiwał na popularności poprzez liczne koncerty na terenie Australii oraz angażowanie znanych australijskich muzyków. Duże znaczenie w tworzeniu jego rozpoznawalności miały żywiołowe koncerty oraz zaangażowanie fanów, którzy propagowali jego działalność. Do sukcesu zespołu przyczynił się również inżynier dźwięku Robin Mai, który doskonale nagłaśnia koncerty zespołu.
W 2018 r. zespół podjął się zadanie wydawania utworu tygodniowo. Do końca tego roku powstały 52 utwory. Zostały wydane na płytach Ska Classics, TV & Movie Themes, Read All About It! oraz Transmission Friday’s.

## Styl
Melbourne Ska Orchestra wykonuje utwory będące dynamicznym połączeniem tradycyjnego jamajskiego ska z różnorodnymi wpływami muzycznymi, takimi jak jazz, funk, muzyka latynoska i elementy punku. Artyści tworzą aranżacje, które bazując na klasycznym ska, wprowadzają nowoczesne brzmienia. Z jamajskich korzeni ska zaczerpnięto rytmiczny akcent na off-beat oraz energiczne tempo. Zespół łączy w swej tworczości elementy jazzu, takie jak improwizacje i złożone harmonie, co nadaje jego muzyce głębię i różnorodność. MSO wzbogaca też swoje kompozycje o rytmy latynoskie i funkowe, co dodaje ich utworom tanecznego charakteru. Ponadto zespół jest znany z żywiołowych koncertów, podczas których nawiązuje interakcję z publicznością.

## Nagrody
Melbourne Ska Orchestra była nominowana do pięciu nagród Australian Recording Industry Association (ARIA). Zdobyła nagrodę w 2016 i 2019 roku za albumy Sierra Kilo Alpha oraz One Year of Ska.

## Dyskografia
W trakcie swej działalności Melbourne Ska Orchestra zrealizowała szereg nagrań:
- Melbourne Ska Orchestra – 2013,
- Sierra Kilo Alpha – 2016,
- Saturn Return – 2016,
- Ska Classics – 2018,
- TV & Movie Themes – 2018,
- Read All About It! – 2018,
- Transmission Friday’s – 2019,
- One Year of Ska – 2019,
- Live at The Triffid – 2020,
- 20 Years Young – 2023,
- The Ballad of Monte Loco – 2025.